# Faisal Naseem
Faisal Naseem, né le 20 juillet 1973, est un homme d'État maldivien. Député de 2004 à 2008 et de 2014 à 2018, il est vice-président de la République des Maldives depuis 2018.

## Biographie

### Carrière de député
Né le 20 juillet 1973, il a été député de 2004 à 2008 et de 2014 à 2018.

### Élection présidentielle de 2018
Après la mise en place à partir de 2013 d'un régime autoritaire par le président Abdulla Yameen, élu en 2013, et l'invalidation de la candidature de l’ancien président déchu Mohamed Nasheed par la commission électorale, Ibrahim Mohamed Solih est désigné candidat du Parti démocrate pour l'élection présidentielle de 2018. Il est à la tête d'une coalition hétéroclite d'opposition. Celle-ci se compose du PDM, de la faction pro-Gayoom du PPM, du Parti républicain et du Parti de la justice. Solih prend alors Naseem comme colistier. Les médias ne couvrent pas la campagne électorale du binôme d'opposition, de crainte de représailles.
Le soir du scrutin, le 23 septembre, à la surprise générale, le ticket qu'il forme avec Solih est donné vainqueur,,. La commission électorale confirme rapidement ces résultats, le créditant de 133 808 voix contre 95 526 pour le président sortant, qui reconnaît sa défaite.
Mais le 11 octobre 2018, Yameen fait volte-face et dépose un recours contre les résultats à la Cour suprême. Il estime avoir perdu à cause de l'usage d'une encre qui aurait fait disparaître son nom des bulletins de vote. Le 17 octobre, après le refus de la Cour suprême d'entendre ses témoins, Yameen annonce qu'il reconnaît sa défaite et qu'il quittera le pouvoir comme prévu. Le 21 octobre, le recours est rejeté par la Cour suprême.

### Vice-président de la République
Il prête serment le 17 novembre 2018, en même temps que le président de la République,.